# اوگاساوارا ۱۰۱۶۹
سیارک ۱۰۱۶۹ (به انگلیسی: 10169 Ogasawara، نامگذاری:1995DK) ده هزار و صد و شصت و نهمین سیارک کشف شده‌است که در ۲۱ فوریه ۱۹۹۵ کشف شد.